# Isaac Goodnight

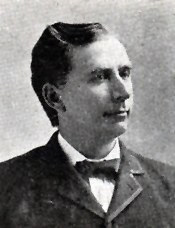
Isaac Goodnight

Isaac Herschel Goodnight (* 31. Januar 1849 bei Scottsville, Allen County, Kentucky; † 24. Juli 1901 in Franklin, Kentucky) war ein US-amerikanischer Politiker. Zwischen 1889 und 1895 vertrat er den Bundesstaat Kentucky im US-Repräsentantenhaus.

## Werdegang
Isaac Goodnight besuchte die öffentlichen Schulen seiner Heimat. Im Jahr 1870 zog er nach Franklin. Danach studierte er bis 1872 an der Cumberland University in Lebanon (Tennessee). Nach einem anschließenden Jurastudium an dieser Universität und seiner 1873 erfolgten Zulassung als Rechtsanwalt begann er in Franklin in seinem neuen Beruf zu arbeiten. Politisch war Goodnight Mitglied der Demokratischen Partei. In den Jahren 1877 und 1878 saß er als Abgeordneter im Repräsentantenhaus von Kentucky. 1891 führte er den Vorsitz des regionalen demokratischen Parteitages in Louisville.
Bei den Kongresswahlen des Jahres 1888 wurde Goodnight im dritten Wahlbezirk von Kentucky in das US-Repräsentantenhaus in Washington, D.C. gewählt, wo er am 4. März 1889 die Nachfolge von W. Godfrey Hunter von der Republikanischen Partei antrat, den er bei den Wahlen geschlagen hatte. Nach zwei Wiederwahlen konnte er bis zum 3. März 1895 drei Legislaturperioden im Kongress absolvieren. Im Jahr 1894 verzichtete Goodnight auf eine erneute Kandidatur. Sein Mandat fiel wieder an Godfrey Hunter. Von 1897 bis zu seinem Tod am 24. Juli 1901 fungierte Isaac Goodnight als Richter im siebten Gerichtsbezirk von Kentucky.